# هجرس دي برازا
هجرس دي برازا (الاسم العلمي:Cercopithecus neglectus) (بالإنجليزية: De Brazza's Monkey)‏ هو نوع من الحيوانات يتبع جنس الهجرس من فصيلة سعادين العالم القديم.